# Michalovce
Pour les articles homonymes, voir Michalovice.
Michalovce (allemand : Großmichel, hongrois : Nagymihály) est une ville de la région de Košice, en Slovaquie, dans l'ancien comitat hongrois de Zemplín.

## Géographie
La ville se situe dans la plaine de Slovaquie à proximité des Carpates orientales, au sud-est sur la route (E50), à 60 km de Košice et à 35 km de Oujhorod, en Ukraine. À proximité de la ville se trouve le plus grand lac de Slovaquie (lac de barrage) appelé Zemplinská Širava.

## Histoire
La plus ancienne mention de Michalovce remonte à 1244 (possessio Mihal).
L'éparchie orthodoxe a son siège à Michalovce depuis le 19 juillet 1950. Le 19 février 2009 l'éparchie prend le nom d'épachie de Michalovce-Košice à Michalovce (slovaque : Michalovsko-košická pravoslávna eparchia v Michalovciach) et le 21 février 2009 l'éparchie devient archiéparchie.

## Démographie

### Évolution de la population
| Année:               | 1994.  | 2004.   | 2014.   | 2024.    |
| -------------------- | ------ | ------- | ------- | -------- |
| Nombre de personnes: | 40 836 | 39 842  | 39 510  | 35 310   |
| Différence:          |        | -2,43 % | -0,83 % | -10,63 % |

| Année:               | 2023.  | 2024.   |
| -------------------- | ------ | ------- |
| Nombre de personnes: | 35 584 | 35 310  |
| Différence:          |        | -0,77 % |

## Politique
| Nom             | Parti politique | Date de l'élection | Fin du mandat |
| --------------- | --------------- | ------------------ | ------------- |
| Viliam Záhorčák | SMER            | 02.12.2006         | Déc. 2010     |

## Jumelages
La ville de Michalovce est jumelée avec :
- Vyškov (Tchéquie)
- Vila-real (Espagne)
- Jarosław (Pologne)
- Pančevo (Serbie)
- Sátoraljaújhely (Hongrie)
- Oujhorod (Ukraine)
- Kavarna (Bulgarie)
- Cognac (France)
- Liptovský Mikuláš (Slovaquie)

## Sport
- MFK Zemplín Michalovce : club de football
- Iuventa Michalovce : club de handball